# Scott Shepherd
Pour les articles homonymes, voir Shepherd.
Scott Shepherd est un acteur américain, né le 8 décembre 1966 à Raleigh (Caroline du Nord).

## Biographie
Scott Shepherd commence sa carrière au théâtre. Il apparait dans plusieurs productions de The Wooster Group, une compagnie de Théâtre expérimental basée à New York. Il est par ailleurs le narrateur dans la pièce Gatz de la compagnie Elevator Repair Service,,.
En 2014, il apparaît dans la comédie Ainsi va la vie de Rob Reiner, où il croise Michael Douglas, Diane Keaton et Sterling Jerins (en).
En 2015, il tient un rôle secondaire, celui d'un agent de la CIA, dans Le Pont des espions de Steven Spielberg.
En 2016, il tient l'un rôles principaux de la série télévisée de HBO, The Young Pope, avec Jude Law,. Il est ensuite à l'affiche du film Jason Bourne avec Matt Damon, cinquième film de la franchise du même nom.
En juillet 2017, il est annoncé dans le rôle du père de Jean Grey dans le blockbuster X-Men: Dark Phoenix de Simon Kinberg, prévu pour 2019.
En 2023, il joue le rôle du frère de Leonardo DiCaprio dans Killers of the flower moon de Martin Scorcese.

## Filmographie
Sauf indication contraire, les informations mentionnées dans cette section peuvent être confirmées par la base de données cinématographiques IMDb,  présente dans la section « Liens externes ».
- 1995 : Throwing Down de Lawrence O'Neil : Wade
- 2011 : Brief Reunion de John Daschbach : Teddy
- 2011 : Meanwhile de Hal Hartley : le frère de Joe
- 2013 : Effets secondaires (Side Effects) de Steven Soderbergh : l'inspecteur du NYPD
- 2014 : Ainsi va la vie (And So It Goes) de Rob Reiner : Luke
- 2015 : La Famille Fang (The Family Fang) de Jason Bateman : le critique d'art
- 2015 : Le Pont des espions (Bridge of Spies) de Steven Spielberg : Hoffman
- 2015 : Ithaca de Meg Ryan : Corbett
- 2016 : Jason Bourne de Paul Greengrass : le directeur du renseignement Edwin Russel
- 2016 : Norman: The Moderate Rise and Tragic Fall of a New York Fixer de Joseph Cedar : Bruce Schwartz
- 2016 : The Young Pope (mini-série) - 10 épisodes : le cardinal Dussolier
- 2017 : Elementary (série TV) - 2 épisodes : Anson Gephardt
- 2017 : Wormwood (mini-série) : Vincent Ruwet
- 2017 : Radium Girls de Lydia Dean Pilcher et Ginny Mohler : M. Leech
- 2017 : Hostiles de Scott Cooper : Wesley Quaid
- 2019 : The Report de Scott Z. Burns : Mark Udall
- 2019 : X-Men: Dark Phoenix de Simon Kinberg : Dr. John Grey
- 2019 : First Cow de Kelly Reichardt : le capitaine français
- 2019 : El Camino de Vince Gilligan : Casey
- 2020 : Slow Machine de Paul Felten et Joe DeNardo : Gerard
- 2022 : Killers of the Flower Moon de Martin Scorsese : Byron Burkhart
- 2023 : The Last of Us de Neil Druckmann et Craig Mazin : David (épisode 8)